# Чачван

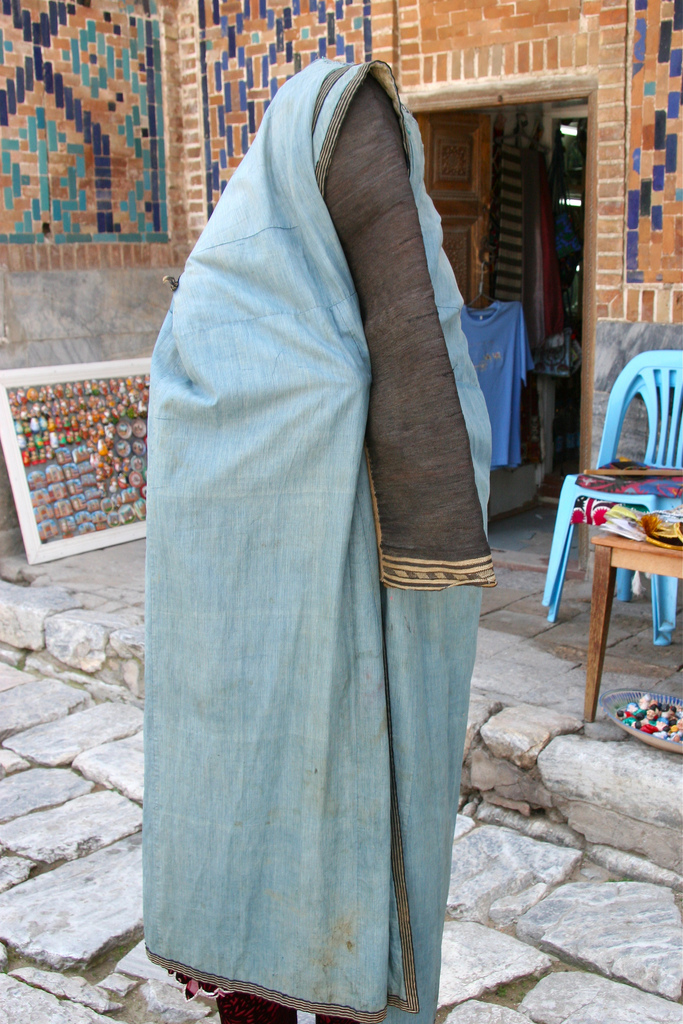
Женщина в голубой парандже и с чёрным чачваном, закрывающим лицо

Чачван, чачван падж, чашман, чиммет, чашмбанд (перс. چشم بند‎ «повязка для глаз») — прямоугольная густая сетка из конского волоса, закрывающая лицо женщины.
Изготавливается только из чёрного конского волоса, белый служит для украшения по нижнему краю изделия. Иногда чачван украшали розовыми или голубыми бусинами. Верхние концы чачвана скрепляли при помощи петли и пуговицы, и получившийся колпачок надевали на голову. Паранджа надевалась поверх чачвана.